# Jorge MacLean
Jorge MacLean y Estenós (Lima, 23 de enero de 1905 - Pachacámac (actual Cieneguilla), 16 de julio de 1951) fue un diplomático peruano.

## Biografía
Hijo del médico tacneño Roberto Guillermo MacLean Forero y de la limeña Carmen Rosa Estenós y Torres. Su abuelo fue el penúltimo alcalde de Tacna hasta antes de la invasión chilena de 1880. Hermano de Roberto MacLean y Estenós (1904-1983), sociólogo, abogado y catedrático universitario.
Su familia residía en Tacna, ocupada entonces por Chile y sometida a la política de la chilenización, que muchas veces desembocaba en violencias y arbitrariedades contra los peruanos. Al ser elegido su padre senador por Tacna, la familia se trasladó a Lima.
Empezó a trabajar en la administración pública, como empleado del Ministerio de Relaciones Exteriores. Trabajó también como redactor en diversos diarios.
Durante el segundo gobierno de Óscar R. Benavides (1933-1939) trabajó en la secretaría presidencial.
En 1939, al iniciarse el primer gobierno de Manuel Prado Ugarteche, fue nombrado jefe y luego director de la después llamada Dirección General de Informaciones del Perú.
En 1949, fue nombrado ministro plenipotenciario y enviado extraordinario del Perú en Portugal.
En 1951 regresó al Perú, habiendo sido nombrado embajador en el Ecuador. Pero el 16 de julio de ese año, apareció asesinado en una zona alejada de la capital peruana, por el camino que conducía a la hacienda Cieneguilla. Este crimen conmocionó al país y acaparó los titulares de los medios informativos. La policía rápidamente descubrió al asesino. Se trataba del propio secretario del embajador, Juan Antonio Perazo Cáceres, quien con un revólver le disparó cuatro tiros, para luego desfigurarle el rostro con el golpe de una enorme piedra. En el momento, la policía mantuvo en reserva el móvil del crimen, pero después trascendió que había sido por un asunto amoroso entre víctima y victimario.